# غطاء الكربونات
غطاء الكربونات هي طبقات ذات تكوين نسيجي مميز من صخور الكربونات والتي تشكل الطبقة العلوية من سلاسل الصخر الرسوبي التي تعكس حالات التجمد الكبرى في السجل الجيولوجي.
أدت درجات الحرارة المتزايدة ومساحة سطح المحيط المتزايدة - بسبب انخفاض الغطاء الجليدي وارتفاع مستويات البحر - في نهاية حقبة التجمد إلي زيادة معدل الهطول.
وكان لا بد أن تتراكم التركيزات المرتفعة من الغازات الدفيئة مثل ثاني أكسيد الكربون (CO2) في الغلاف الجوي للتغلب على أثر الانعاكسية المرتفعة (بياض) للثلج والسماح بارتفاع درجة الحرارة بما يكفي للبدء في الذوبان.
يؤدي الهطول المتزايد إلى انحلال ثاني أكسيد الكربون من الغلاف الجوي، ليسقط في شكل حمض كربونيك ضعيف - مطر حمضي.
قد يؤدي ذلك إلى تعرض السيليكات والصخر الكربوني، بما في ذلك الركام الناتج بالفعل عن الانهيار الجليدي، والذي من شأنه إطلاق كميات كبيرة من الكالسيوم. وعندما تصب هذه العناصر في المحيط، فإنها تترسب مكونة طبقات مميزة من الصخر الرسوبي الكربوني.
تظهر الكربونات الصخرية محل الجدل المتزايد في بداية عصر كازكايرز الجليدي، والذي يعتقد الكثيرون أنها كانت تغطي العالم بأسره.

## روابط خارجية
- ما هو غطاء الكربونات؟